# Нерво-Антонинова династия
Династията на Антонините е династия от шестима слабо свързани римски императори, които управляват Римската империя през почти целия 2 век (96 – 192). Тези императори са:
1. Нерва
2. Траян
3. Адриан
4. Антонин Пий
5. Марк Аврелий
6. Комод

Тази династия може да бъде разделена на династия на Нерва и Антонинови династии. Първите петима императори са още познати като Петима добри императори.